# Autographivirales
Die Autographivirales (früher Autographiviridae  und davor Autographivirinae, T7-Supergruppe, englisch T7 supergroup genannt) sind eine Ordnung von Viren in der Klasse Caudoviricetes – sie wurden aufgrund ihres Podoviren-Morphotyps ursprünglich als Unterfamilie Autographivirinae in der früheren Caudovirales-Familie Podoviridae geführt. Ihre natürlichen Wirte sind Bakterien. Es gibt derzeit 968 Arten (Spezies) in dieser Gruppe, viele davon sind einer von derzeit vier Familien zugewiesen.

## Forschungsgeschichte
Seit den 1990er Jahren hat sich der Begriff T7-Supergruppe für die wachsende Gruppe der mit dem Coliphagen T7 verwandten Bakteriophagen vom Morphotyp der Podoviren etabliert. Salmonella virus SP6 (alias Enterobacteriaceae-Phage SP6) und Escherichia virus K1-5 (alias Enterobacteriaceae-Phage K1-5) wurden als erste als eine weitläufig verwandte Untergruppe (die heutige Gattung Zindervirus) dieser ‚T7-Supergruppe‘ betrachtet. Das Pseudomonas-Virus phiKMV (alias Bakteriophage phiKMV) zeigte auf der Ebene der Genomorganisation ebenfalls Gemeinsamkeiten. Basierend auf den verfügbaren morphologischen und proteomischen Daten wurde diese Virusklade zunächst als eine Unterfamilie in der damaligen Familie Podoviridae etabliert. Nachdem Genom-Untersuchungen gezeigt hatten. dass diese Familie nicht monophyletisch ist, wurde sie seitens des ICTV im März/April 2022 aufgelöst; die frühere Unterfamilie Aurographivirinae war schon vorher zunächst zur Familie Autographiviridae hochgestuft worden; inzwischen rangiert die Gruppe als Ordnung Autographivirales.

## Etymologie
Der Name der Ordnung Autographivirales kommt von griechisch αὐτο-γράφειν (aúto-gráphein, selbst-schreibend) und bezieht darauf, dass diese Phagen ihre eigene RNA-Polymerase kodieren, also selbst-transkribierend sind; dies ist ein gemeinsames Merkmal all ihrer Mitglieder.

## Aufbau

Beschriftete Schemazeichnung eines Virusteilchens von Enterobacteria-Phage T7, Spezies Teseptimavirus T7 (Querschnitt und Seitenansicht)

Die Virusteilchen (Virionen) der Autographivirales sind nicht umhüllt mit ikosaedrischem Kopf-Schwanz-Aufbau und eine Symmetrie (Triangulationszahl) T=7. Der Durchmesser beträgt ca. 60 nm. Das Genom ist linear und hat eine Länge von ca. 40–42 kb.

## Vermehrungszyklus
Die Virusreplikation geschieht im Zytoplasma. Das Virus tritt durch Lyse (Auflösung) der Wirtszelle vermöge Holin-, Endolysin- bzw. Spanin-Proteinen aus dieser aus. Die Übertragung geschieht durch passive Diffusion.

## Systematik
Die folgende Liste führt die Spezies in der Ordnung Autographivirales auf gemäß der ICTV (Stand 3. März 2025):
Ordnung (Biologie) Autographivirales (veraltet: Familie Autographiviridae, zuvor: Unterfamilie Autographivirinae, T7-Supergruppe). Morphotyp: Podoviren
- Familie Autonotataviridae

- Unterfamilie Gujervirinae
  - Gattung Ceskevirus
  - Gattung Maltophvirus
  - Gattung Pazvirus
  - Gattung Ponderosavirus
  - Gattung Pradovirus
    - Spezies Pradovirus f20, mit Xanthomonas-Phage f20-Xaj
    - Spezies Pradovirus f30, mit Xanthomonas-Phage f30-Xaj
    - Spezies Pradovirus prado, mit Xylella-Phage Prado
    - Spezies Pradovirus XAJ24, mit Xanthomonas-Phage XAJ24
    - Spezies Pradovirus Xc10, mit  Xanthomonas-Phage phi Xc10

  - Gattung Smasvirus

- Gattung Aghbyvirus
  - Spezies Aghbyvirus ISAO8 (früher Yersinia-Virus ISAO8), mit Yersinia-Phage vB_YenP_ISAO8

- Gattung Ahphunavirus
  - Spezies Ahphunavirus Ahp1, mit Aeromonas-Phage Ahp1
  - Spezies Ahphunavirus CF7, mit Aeromonas-Phage CF7

- Gattung Cronosvirus
  - Spezies Cronosvirus DevCD23823, mit Cronobacter phage Dev-CD-23823
  - Spezies Cronosvirus GAP227 (früher Cronobacter-Virus GAP227), mit Cronobacter phage vB_CskP_GAP227 alias Cronobacter-sakazakii-Phage vB_CsaP_GAP227

- Gattung Panjvirus
  - Spezies Panjvirus Spp16 (früher Salmonella-Virus Spp1), mit Salmonella-Phage vB_SpuP_Spp16

- Gattung Pienvirus
  - Spezies Pienvirus R801 (früher Yersinia-Virus R8-01), mit Yrsinia-Phage phi80-18 alias Yersinia-Phage ϕR8-01

- Gattung Pokrovskaiavirus
  - Spezies Pokrovskaiavirus fHeYen301, mit Yersinia-Phage fHe-Yen3-01
  - Spezies Pokrovskaiavirus pv8018, mit Yersinia-Phage phi80-18 alias Yersinia-Phage ϕ80-18

- Gattung Wanjuvirus
  - Spezies Wanjuvirus arno160, mit Pectobacterium-Phage Arno160
  - Spezies Wanjuvirus PP2, mit Pectobacterium-Phage PP2

- Gattung Higashivirus
  - Spezies Higashivirus RSB1, mit Ralstonia-Phage RSB1
  - Spezies Higashivirus RsoP1IDN, mit Ralstonia-Phage RsoP1IDN

- Gattung Aerosvirus
  - Spezies Aerosvirus AS7, mit Aeromonas phage phiAS7
  - Spezies Aerosvirus av25AhydR2PP, mit Aeromonas phage_ZPAH7
  - Spezies Aerosvirus ZPAH7, mit Aeromonas phage ZPAH7B

- Gattung Ampunavirus
  - Spezies Ampunavirus BpAMP1, mit Burkholderia-Phage Bp-AMP1
  - Spezies Ampunavirus RSPI1, mit Ralstonia-Phage RS-PI-1

- Gattung Anchaingvirus
  - Spezies Anchaingvirus anchaing, mit Ralstonia-Phage Anchaing

- Gattung Aqualcavirus
  - Spezies  Aqualcavirus P14, mit Aquamicrobium-Phage P14

- Gattung Bifseptvirus
  - Spezies Bifseptvirus andromeda, mit Pseudomonas-Phage Andromeda
  - Spezies Bifseptvirus Bf7, mit Pseudomonas-Phage Bf7

- Gattung Conareevirus
- Gattung Cotaviru
- Gattung Dcimvirus
- Gattung Ermolevavirus
  - Spezies Ermolevavirus PGT2, mit Escherichia-Phage PGT2
  - Spezies Ermolevavirus PhiKT, mit Escherichia-Phage phiKT

- Gattung Euvesivirus
- Gattung Jeruvirus
- Gattung Kalppathivirus
  - Spezies Kalppathivirus P26059B, mit Curvibacter-Phage P26059B

- Gattung Lullwatervirus
  - Spezies Lullwatervirus lullwater, mit Caulobacter-Phage Lullwater

- Gattung Mguuvirus
  - Spezies Mguuvirus JG068, mit Burkholderia-Phage JG068

- Gattung Napahaivirus
  - Spezies Napahaivirus VSW3, mit Pseudomonas-Phage VSW-3

- Gattung Pakuvirus
- Gattung Paternavirus
- Gattung Percyvirus
  - Spezies Percyvirus percy, mit Caulobacter-Phage Percy

- Gattung Pollyceevirus
  - Spezies Pollyceevirus pollyC, mit Pseudomonas-Phage PollyC

- Gattung Risjevirus
  - Spezies Risjevirus RSJ2, mit Ralstonia-Phage RSJ2
  - Spezies Risjevirus RSJ5, mit Ralstonia-Phage RSJ5

- Gattung Scottvirus
  - Spezies Scottvirus scott, mit Sphingomonas-Phage Scott

- Gattung Sukuvirus
  - Spezies Sukuvirus RSPII1 (früher Ralstonia-Virus RSPII1), mit Ralstonia-Phage RS-PII-1

- Familie Autoscriptoviridae

- Gattung Daemvirus
  - Spezies Daemvirus acibel007(Acinetobacter-Virus Acibel007), mit Acinetobacter-Phage vB_AbaP_Acibel007

- Gattung Friunavirus (veraltet Fri1virus)
  - Spezies Friunavirus AB1, mit Acinetobacter-Phage phiAB1
  - Spezies Friunavirus AB3, mit Acinetobacter-Phage AB3
  - Spezies Friunavirus AB6, mit Acinetobacter-Phage phiAb6
  - Spezies Friunavirus AbKT21III, mit Acinetobacter-Phage_AbKT21phiIII
  - Spezies Friunavirus Abp1, mit Acinetobacter-Phage Abp1
  - Spezies Friunavirus Aci07, mit Acinetobacter-Phage_vB_AbaP_46-62_Aci07
  - Spezies Friunavirus Aci08, mit Acinetobacter-Phage_vB_AbaP_B09_Aci08
  - Spezies Friunavirus AS11, mit Acinetobacter-Phage vB_AbaP_AS11
  - Spezies Friunavirus AS12, mit Acinetobacter-Phage vB_AbaP_AS12
  - Spezies Friunavirus B1, mit Acinetobacter-Phage vB_AbaP_B1
  - Spezies Friunavirus B3, mit Acinetobacter-Phage vB_AbaP_B3
  - Spezies Friunavirus B5, mit Acinetobacter-Phage vB_AbaP_B5
  - Spezies Friunavirus D2, mit Acinetobacter-Phage vB_AbaP_D2
  - Spezies Friunavirus Fri1, mit Acinetobacter-Phage Fri1
  - Spezies Friunavirus fv15519, mit Acinetobacter-Phage SH-Ab 15519 und Acinetobacter-Phage Ab124
  - Spezies Friunavirus IME200, mit Acinetobacter-Phage IME-200
  - Spezies Friunavirus P1, mit Acinetobacter-Phage vB_ApiP_P1
  - Spezies Friunavirus P2, mit Acinetobacter-Phage vB_ApiP_P2
  - Spezies Friunavirus PD6A3, mit Acinetobacter-Phage vB_AbaP_PD-6A3
  - Spezies Friunavirus PDAB9, mit Acinetobacter-Phage vB_AbaP_PD-AB9
  - Spezies Friunavirus SWHAb1, mit Acinetobacter-Phage SWH-Ab-1
  - Spezies Friunavirus SWHAb3, mit Acinetobacter-Phage SWH-Ab-3
  - Spezies Friunavirus WCHABP5, mit Acinetobacter-Phage WCHABP5

- Gattung Pettyvirus
  - Spezies Pettyvirus petty, mit Acinetobacter-Phage Petty

- Gattung Kantovirus
  - Spezies Kantovirus C171 (früher Pseudomonas-Virus C171), mit Pseudomonas-Phage YMC11/06/C171_PPU_BP

- Gattung Kotilavirus (5 Spezies)
  - Spezies Kotilavirus PP16, mit Pectobacterium-Phage PP16

- Gattung Phimunavirus (12 Spezies)
  - Spezies Phimunavirus fM1, mit Pectobacterium-Phage fM1

- Gattung Stompvirus
  - Spezies Stompvirus BF2512 (früher Dickeya-Virus BF25-12), mit Dickeya-Phage BF25/12

- Gattung Kirikabuvirus
  - Kirikabuvirus NV3, mit Pseudomonas-Phage phiNV3

- Gattung Phikmvvirus (veraltet Phikmvlikevirus, PhiKMV-like viruses, PhiKMV-ähnliche Viren; 29 Spezies)
  - Spezies Phikmvvirus 15pyo, mit Pseudomonas-Phage vB_PaeP_PAO1_1-15pyo
  - Spezies Phikmvvirus Ab05, mit Pseudomonas-Phage vB_PaeP_PAO1_Ab05
  - Spezies Phikmvvirus ABTNL, mit Pseudomonas-Phage vB_PaeP_PPA-ABTNL
  - Spezies Phikmvvirus DL62, mit Pseudomonas-Phage DL62
  - Spezies Phikmvvirus kF77, mit Pseudomonas-Phage phikF77
  - Spezies Phikmvvirus LKD16, mit Pseudomonas-Phage LKD16
  - Spezies Phikmvvirus LUZ19, mit Pseudomonas-Phage LUZ19
  - Spezies Phikmvvirus MPK6, mit Pseudomonas-Phage MPK6
  - Spezies Phikmvvirus MPK7, mit Pseudomonas-Phage MPK7
  - Spezies Phikmvvirus NFS, mit Pseudomonas-Phage phiNFS
  - Spezies Phikmvvirus PAXYB1, mit Pseudomonas-Phage PAXYB1
  - Spezies Phikmvvirus phiKMV, mit Pseudomonas-Phage phiKMV
  - Spezies Phikmvvirus PT2, mit Pseudomonas-Phage PT2
  - Spezies Phikmvvirus PT5, mit Pseudomonas-Phage PT5
  - Spezies Phikmvvirus pv130113, mit Pseudomonas-Phage vB_PaeP_130_113
  - Spezies Phikmvvirus RLP, mit Pseudomonas-Phage RLP

- Gattung Bucovirus
  - Spezies Bucovirus buco, mit Shigella-Phage Buco (engl. Shigella phage_Buco)

- Gattung Drulisvirus (veraltet Kp34virus, 97 Spezies)
  - Spezies Drulisvirus F19, mit Klebsiella-Phage F19
  - Spezies Drulisvirus K244 (früher Klebsiella-Virus K244), mit Klebsiella-Phage NTUH-K2044-K1-1
  - Spezies Drulisvirus Kp2, mit Klebsiella-Phage Kp2
  - Spezies Drulisvirus KP34, mit Klebsiella-Phage KP34
  - Spezies Drulisvirus KpV41, mit Klebsiella-Phage KpV41
  - Spezies Drulisvirus KpV71, mit Klebsiella-Phage KpV71
  - Spezies Drulisvirus KpV475, mit Klebsiella-Phage KpV475
  - Spezies Drulisvirus SU503 (früher Klebsiella-Virus SU503), mit Klebsiella-Phage vB_KpnP_SU503
  - Spezies Drulisvirus SU552A (früher Klebsiella-Virus SU552A), mit Klebsiella-Phage vB_KpnP_SU552A

- Gattung Kakivirus
  - Spezies Kakivirus PS3 (früher Providencia-Virus PS3), mit Providencia-Phage vB_PstP_PS3

- Gattung Koutsourovirus
  - Spezies Koutsourovirus KDA1, mit Enterobacter-Phage phiKDA1

- Gattung Limelightvirus
  - Spezies Limelightvirus limelight, mit Pantoea-Phage LIMElight

- Gattung Micantvirus
- Gattung Novosibovirus
  - Spezies Novosibovirus PM16, mit Proteus-Phage PM16
  - Spezies Novosibovirus PM75, mit Proteus-Phage PM 75

- Gattung Zoomievirus

- Unterfamilie Stentvirinae

- Gattung Bonnellvirus
  - Spezies Bonnellvirus J865, mit Escherichia-Phage J8-65
  - Spezies Bonnellvirus lidtsur, mit Escherichia-Phage Lidtsur

- Gattung Waewaevirus
  - Spezies Waewaevirus limezero, mit Pantoea-Phage Limezero alias Pantoea-Phage LIMEzero

- Familie Autosignataviridae

- Gattung Daolivirus
- Gattung Gutovirus
  - Spezies Gutovirus Vc1, mit Vibrio-Phage Vc1

- Gattung Kaohsiungvirus (6 Spezies)
  - Spezies Kaohsiungvirus A318, mit Vibrio-Phage phi-A318
  - Spezies Kaohsiungvirus AS51, mit Vibrio-Phage AS51
  - Spezies Kaohsiungvirus Vp670, mit Vibrio-Phage Vp670

- Gattung Murciavirus
  - Spezies Murciavirus CPP1m, mit Marinomonas-Phage CPP1m
  - Spezies „Murciavirus CB5A“, mit Marinomonas-Phage CB5A (nicht mehr offiziell)

- Gattung Nerthusvirus (abgespalten von Uliginvirus)
  - Spezies Nerthusvirus achelous (früher Uliginvirus achelous), mit Pseudomonas-Phage Achelous
  - Spezies Nerthusvirus alpheus (früher Uliginvirus alpheus), mit Pseudomonas-Phage Alpheus
  - Spezies Nerthusvirus BUCT553, mit Pseudomonas-Phage BUCT553
  - Spezies Nerthusvirus nerthus (früher Uliginvirus nerthus), mit Pseudomonas-Phage Nerthus

- Gattung Njordvirus (abgespalten von Uliginvirus)
  - Spezies Njordvirus njord (früher Uliginvirus njord), mit Pseudomonas-Phage Njord

- Gattung Roscoffvirus
  - Spezies Roscoffvirus rv15E36

- Gattung Trungvirus
  - Spezies Trungvirus VEN, mit Vibrio-Phage VEN

- Gattung Uliginvirus (einige Spezies zu Nerthusvirus bzw. Njordvirus verschoben)
  - Spezies Uliginvirus uligo, mit Pseudomonas-Phage uligo

- Gattung Acadevirus (6 Spezies, infizieren das Bakterium Proteus)
  - Spezies Acadevirus PM85 (früher Proteus-Virus PM85), mit Proteus-Phage PM 85
  - Spezies Acadevirus PM93, mit Proteus-Phage PM 93
  - Spezies Acadevirus PM116, mit Proteus-Phage PM 116
  - Spezies Acadevirus Pm5460, mit Proteus-Phage vB_PmiP_Pm5460

- Gattung Axomammavirus
  - Spezies Axomammavirus PP1, mit Pectobacterium-Phage PP1

- Gattung Eracentumvirus (3 Spezies)
  - Spezies Eracentumvirus era103, mit Erwinia-Phage Era103 alias Erwinia-amylovora-Phage Era103

- Gattung Tuodvirus
  - Spezies Tuodvirus phD2B, mit Lelliottia-Phage phD2B

- Gattung Vectrevirus (18 Spezies)
  - Spezies Vectrevirus VEc3, mit Escherichia-Phage VEc3
  - Spezies Vectrevirus K15, mit Escherichia-Phage K1-5 alias Enterobacteria-Phage K1-5
  - Spezies Vectrevirus K1E, mit Escherichia-Phage K1E alias Enterobacteria-Phage K1E

- Gattung Zindervirus (veraltet Sp6virus, Sp6likevirus, SP6-ähnliche Viren)
  - Spezies Zindervirus BP12B, mit Salmonella-Phage BP12B
  - Spezies Zindervirus SP6, mit Salmonella-Phage SP6 oder Enterobacteria-Phage SP6
  - Spezies Zindervirus UAB78, mit Salmonella-Phage UAB_phi78
  - Spezies „Escherichia virus K5“ („Escherichia-Virus K5“, vom ICTV ausgelistet wg. unzulänglichen Genom-Daten)

- Familie Autotranscriptaviridae

- Gattung Aarhusvirus
  - Spezies Aarhusvirus dagda, mit Dickeya-Phage Dagda
  - Spezies Aarhusvirus katbat, mit Dickeya-Phage Katbat (engl. Dickeya phage_Katbat)
  - Spezies Aarhusvirus luksen, mit Dickeya-Phage Luksen (engl. Dickeya phage_Luksen)
  - Spezies Aarhusvirus mysterion, mit Dickeya-Phage Mysterion (engl. Dickeya phage_Mysterion)

- Gattung Apdecimavirus
  - Spezies Apdecimavirus AP10 (früher Yersinia-Virus AP10), mit Yersinia-Phage vB_YenP_AP10

- Gattung Armandvirus
- Gattung Bamvirus
- Gattung Benllochvirus
- Gattung Berlinvirus
  - Spezies Berlinvirus Kvp1, mit Kluyvera-Phage Kvp1
  - Spezies Berlinvirus berlin, mit Yersinia-Phage Berlin (wiss. )

- Gattung Cankvirus
- Gattung Caroctavirus
  - Spezies Caroctavirus CR8, mit Citrobacter-Phage CR8

- Gattung Chatterjeevirus
  - Spezies Chatterjeevirus ICP3, mit Vibrio-Phage ICP3
  - Spezies Chatterjeevirus N4, mit Vibrio-Phage N4
  - Spezies Chatterjeevirus VP4, mit Vibrio-Phage VP4

- Gattung Coryciavirus
- Gattung Eapunavirus
  - Spezies  Eapunavirus Eap1 (früher Enterobacter-Virus Eap1), mit Enterobacter-Ohage phiEap-1

- Gattung Ebriosvirus
- Gattung Elunavirus
  - Spezies Elunavirus L1 (früher Erwinia-Virus L1), mit Erwinia-Phage vB_EamP-L1
  - Spezies „Pantoea agglomerans phage vB_PagP-SK1“ („Pantoea-Phage vB_PagP-SK1“, „vB_PagP-SK1“)

- Gattung Foetvirus
  - Spezies  Foetvirus SRT7, mit Escherichia-Phage SRT7

- Gattung Ghunavirus (12 Spezies)
  - Spezies Ghunavirus gh1 (früher Pseudomonas-Virus gh1), mit Pseudomonas-Phage gh-1

- Gattung Gundecimvirus
- Gattung Helsettvirus
  - Spezies Helsettvirus fPS9, mit Yersinia phage fPS-9
  - Spezies Helsettvirus fPS53, mit Yersinia phage fPS-53
  - Spezies Helsettvirus fPS59, mit Yersinia phage fPS-59
  - Spezies Helsettvirus fPS54ocr, mit Yersinia phage fPS-54-ocr

- Gattung Hennigervirus
- Gattung Jarilovirus
  - Spezies Jarilovirus jarilo, mit Pectobacterium-Phage Jarilo

- Gattung Jelgvirus
- Gattung Kayfunavirus (70 Spezies)
  - Spezies Kayfunavirus K1F, mit Escherichia-Phage K1F
  - Spezies Kayfunavirus IME278, mit Enterobacter-Phage IME278

- Gattung Maklayavirus
- Gattung Minipunavirus
  - Spezies Minipunavirus MmP1, mit Morganella-Phage MmP1
  - Spezies Minipunavirus MP2, mit Morganella-Phage vB_MmoP_MP2

- Gattung Ningirsuvirus
  - Spezies Ningirsuvirus JA10, mit Dickeya-Phage vB_DsoP_JA10, engl. Dickeya phage_vB_DsoP_JA10
  - Spezies Ningirsuvirus ninurta, mit Dickeya-Phage Ninurta

- Gattung Pektosvirus
  - Spezies Pektosvirus PP47, mit Pectobacterium-Phage PP47
  - Spezies Pektosvirus PP81, mit Pectobacterium-Phage PP81
  - Spezies Pektosvirus PPWS4, mit Pectobacterium-Phage PPWS4 DNA

- Gattung Pfluvirus
- Gattung Phutvirus
  - Spezies Phutvirus PPpW4 (früher Pseudomonas-Virus PPpW4), mit Pseudomonas-Phage PPpW-4

- Gattung Pifdecavirus (4 Spezies)
  - Spezies Pifdecavirus Pf10, mit Pseudomonas-Phage Pf-10

- Gattung Pijolavirus
  - Spezies Pijolavirus PspYZU08, mit Pseudomonas-Phage PspYZU08

- Gattung Przondovirus (veraltet Kp32virus, 130 Spezies)
  - Spezies Przondovirus amrap, mit Klebsiella-Phage Amrap
  - Spezies Przondovirus BIS33, mit Klebsiella-Phage vB_KpnP_BIS33
  - Spezies Przondovirus emom, mit Klebsiella-Phage Emom
  - Spezies Przondovirus henu1, mit Klebsiella-Phage Henu1
  - Spezies Przondovirus K5 Klebsiella-Phage K5
  - Spezies Przondovirus K11 Klebsiella-Phage K11
  - Spezies Przondovirus K30 Escherichia-Phage K30
  - Spezies Przondovirus K52 Escherichia-Phage K5-2
  - Spezies Przondovirus K54 Escherichia-Phage K5-4
  - Spezies Przondovirus Kp1 Klebsiella-Phage vB_Kp1
  - Spezies Przondovirus KP32 Klebsiella-Phage KP32
  - Spezies Przondovirus KP32i192, mit Klebsiella-Phage KP32_isolate 192
  - Spezies Przondovirus kpssk3, mit Klebsiella-Phage kpssk3
  - Spezies Przondovirus KpV289 Klebsiella-Phage vB_KpnP_KpV289
  - Spezies Przondovirus oda, mit Klebsiella-Phage Oda
  - Spezies Przondovirus pharr, mit Klebsiella-Phage Pharr
  - Spezies Przondovirus saitama, mit Klebsiella-Phage Saitama
  - Spezies Przondovirus whistle, mit Klebsiella-Phage Whistle

- Gattung Rambovirus
- Gattung Rindgevirus
- Gattung Sarmavirus
- Gattung Snaubvirus
- Gattung Solymavirus
- Gattung Teetrevirus (50 Spezies)
  - Spezies Teetrevirus T3, mit Enterobacteria-Phage T3 (Zugriffsnummern: KC960671, NC_047864)
  - Spezies Teetrevirus T3Luria, mit Bacteriophage T3 (Zugriffsnummern: AJ318471, NC_003298)
  - Spezies Teetrevirus T7M, mit Enterobacteria-Phage T7M

- Gattung Teseptimavirus (veraltet T7virus, T7likevirus, T7-ähnliche Viren, 17 bestätigte Spezies plus Kandidaten-Vorschläge nach NCBI, wo nicht anders vermerkt)
  - Spezies Teseptimavirus 13a, mit Escherichia-Phage 13a
  - Spezies Teseptimavirus C5, mit Escherichia-Phage C5
  - Spezies Teseptimavirus CICC80001, mit Escherichia-Phage CICC 80001
  - Spezies Teseptimavirus ebrios, mit Escherichia-Phage Ebrios
  - Spezies Teseptimavirus EG1, mit Escherichia-Phage EG1
  - Spezies Teseptimavirus HZ2R8, mit Escherichia-Phage HZ2R8
  - Spezies Teseptimavirus HZP2, mit Escherichia-Phage HZP2
  - Spezies Teseptimavirus IME15, mit Stenotrophomonas-Phage IME15 und Aeromonas-Phage PZL-Ah1
  - Spezies Teseptimavirus IME390 (früher Enterobacteria-Virus IME390), mit Enterobacteria-Phage vB_EcoP_IME390 und Escherichia-Phage vB_EcoP_PHB20
  - Spezies Teseptimavirus N30, mit Escherichia-Phage N30
  - Spezies Teseptimavirus NCA, mit Escherichia-Phage NC-A
  - Spezies Teseptimavirus T7 (früher Escherichia-Virus T7), mit Escherichia-Phage T7 alias Enterobacteria-Phage T7
  - Spezies Teseptimavirus tv3A8767 (früher Salmonella-Virus 3A8767), mit Salmonella-Phage 3A_8767
  - Spezies Teseptimavirus tv64795ec1 (früher Escherichia-Virus 64795ec1), mit Escherichia-Phage 64795_ec1
  - Spezies Teseptimavirus Vi06, mit Salmonella-Phage Vi06
  - Spezies Teseptimavirus YpPY, mit Yersinia-Phage YpP-Y
  - Spezies Teseptimavirus YpsPG, mit Yersinia-Phage YpsP-G
  - Spezies „Teseptimavirus S2B“
  - Spezies „Enterobacteria-Phage W31“ (en. „Phage W31“)
  - Spezies „Enterococcus-Phage EFA-2“ (en. „Enterococcus phage EFA-2“)
  - Spezies „Escherichia-Phage JB01“ (en. „Escherichia phage JB01“)
  - Spezies „Escherichia-Phage N13“ (en. „Escherichia phage N13“)
  - Spezies „Bacteriophage PhiI“ (alias „Phage PhiI“)
  - Spezies „Prochlorococcus-Virus 4f“ (en. „Prochlorococcus virus 4f“)
  - Spezies „Prochlorococcus-Virus 5e“ (en. „Prochlorococcus virus 5e“)
  - Spezies „Prochlorococcus-Virus 5f“ (en. „Prochlorococcus virus 5f“)
  - Spezies „Prochlorococcus-Virus 6b“ (en. „Prochlorococcus virus 6b“)
  - Spezies „Prochlorococcus-Virus 6ed6p“ (en. „Prochlorococcus virus 6ed6p“)
  - Spezies „Prochlorococcus-Virus 7g“ (en. „Prochlorococcus virus 7g“)
  - Spezies „Prochlorococcus-Virus d67f2“ (en. „Prochlorococcus virus d67f2“)
  - Spezies „Pseudomonas-Phage phiPLS27“ (en. „Pseudomonas phage phiPLS27“)
  - Spezies „Pseudomonas-Virus Pf1 ERZ-2017“ (en. „Pseudomonas virus Pf1 ERZ-2017“)
  - Spezies „Salmonella-Phage C2“ (en. „Salmonella phage C2“)
  - Spezies „Serratia-Phage Pila“ (en. „Serratia phage Pila“)
  - Spezies „Synechococcus-Virus 11bc6“ (en. „Synechococcus virus 11bc6“)
  - Spezies „Synechococcus-Virus 11ec6“ (en. „Synechococcus virus 11ec6“)
  - Spezies „Synechococcus-Virus 2fc6“ (en. „Synechococcus virus 2fc6“)
  - Spezies „Synechococcus-Virus 4dc“ (en. „Synechococcus virus 4dc“)
  - Spezies „Synechococcus-Virus 5gcp“ (en. „Synechococcus virus 5gcp“)
  - Spezies „Synechococcus-Virus 6bc6“ (en. „Synechococcus virus 6bc6“)
  - Spezies „Synechococcus-Virus 7dc6“ (en. „Synechococcus virus 7dc6“)
  - Spezies „Synechococcus-Virus 9ec6“ (en. „Synechococcus virus 9ec6“)
  - Spezies „Synechococcus-Virus 9ecp“ (en. „Synechococcus virus 9ecp“)
  - Spezies „Synechococcus-Virus c7e4“ (en. „Synechococcus virus c7e4“)
  - Spezies „T7-like bacteriophage Eptesicus fuscus/P1/IT/USA/2009“
  - Spezies „Yersinia-Phage phiA1122“ (en. „Yersinia phage phiA1122“! „Yersinia pestis bacteriophage phiA1122“)
  - Spezies „Yersinia-Phage phiR3“ (en. „Yersinia phage phiR3“, „Yersinia enterocolitica bacteriophage phiR3“)
  - Spezies „Yersinia-Phage R“ (en. „Yersinia phage R“, „Yersinia pestis phage R“)
  - Spezies „Yersinia-Phage Y“ (en. „Yersinia phage Y“, „Yersinia pestis bacteriophage Y“)
  - Spezies „Yersinia-Phage YpP-R“ (en. „Yersinia phage YpP-R“)

- Gattung Troedvirus
  - Spezies Troedvirus Phi15, mit Pseudomonas-Phage Phi15

- Gattung Unosvirus
- Gattung Unyawovirus
  - Spezies Unyawovirus DUPPII, mit Pectobacterium-Phage DUPPII

- Gattung Waldovirus
- Gattung Warsawvirus
  - Spezies Warsawvirus 3MF5, mit Pseudomonas-Phage vB_PsyP_3MF5

- Gattung Wuhanvirus (wohl zu unterscheiden von SARS-CoV-2, dem Erreger von COVID-19 mit Ursprongort Wuhan)
  - Spezies Wuhanvirus PHB01, mit Pasteurella-Phage PHB01
  - Spezies Wuhanvirus PHB02, mit Pasteurella-Virus PHB02

- Gattung Yuanmingyuanvirus

- Gattungen der Autotranscriptaviridae ohne Zuweisung einer Unterfamilie

- Gattung Kelmasvirus
  - Spezies Kelmasvirus RSB2, mit Ralstonia-Phage RSB2

- Gattung Piedvirus
  - Spezies Piedvirus IMEDE1, mit Delftia-Phage IME-DE1

- Gattung Serkorvirus
  - Spezies Serkorvirus ITL1, mit Ralstonia-Phage phiITL-1

- Gattung Stompelvirus
  - Spezies Stompelvirus RPSC1, mit Ralstonia-Phage RPSC1

- ohne Familienzuweisung

- Unterfamilie Dunnvirinae
  - Gattung Alfirinvirus
  - Gattung Atuphduovirus
    - Spezies Atuphduovirus atuph02, mit Agrobacterium-Phage  Atu_ph02
    - Spezies Atuphduovirus atuph03, mit Agrobacterium-Phage  Atu_ph03

  - Gattung Cuernavacavirus
    - Spezies Cuernavacavirus RHEph02, mit Rhizobium-Phage RHEph02
    - Spezies Cuernavacavirus RHEph08, mit Rhizobium-Phage RHEph08
    - Spezies Cuernavacavirus RHEph09, mit Rhizobium-Phage RHEph09

  - Gattung Mengvirus
    - Spezies Mengvirus NMeng1

  - Gattung Palovirus
  - Gattung Pasovirus
  - Gattung Songlingvirus
  - Gattung Tepoztlanvirus
  - Gattung Yautepecvirus

- Unterfamilie Sechaudvirinae
  - Gattung Angmobvirus
    - Spezies Angmobvirus SCBP1 mit Synechococcus-Phage S-CBP1 alias Cyanophage S-CBP1

  - Gattung Cheungvirus
    - Spezies Cheungvirus NATL1A7, mit Prochlorococcus-Phage NATL1A-7 alias Cyanophage NATL1A-7

  - Gattung Dishuivirus
    - Spezies Dishuivirus DSLLC07, mit Synechococcus-Phage DSL-LC07

  - Gattung Igirivirus
    - Spezies Igirivirus STIP37, mit Synechococcus-Phage STIP37, engl. Synechococcus T7-like phage S-TIP37

  - Gattung Nerivirus
    - Spezies Nerivirus SSRP01, mit Synechococcus-Phage S-SRP01

  - Gattung Poseidonvirus
    - Spezies Poseidonvirus SCBP4, mit Synechococcus-Phage S-CBP4 alias Cyanophage S-CBP4

  - Gattung Qadamvirus
    - Spezies Qadamvirus SB28, mit Synechococcus-Phage S-B28

  - Gattung Spiovirus
    - Spezies Spiovirus sbp1, mit Synechococcus-Phage S-SBP1

  - Gattung Tangaroavirus
    - Spezies Tangaroavirus NATL2A133, mit Prochlorococcus-Phage NATL2A-133 alias Cyanophage NATL2A-133
    - Spezies Tangaroavirus PSSP10, mit Prochlorococcus-Phage P-SSP10
    - Spezies Tangaroavirus tv951510a, mit Cyanophage 9515-10a und Prochlorococcus-Phage P-SSP6

  - Gattung Tiamatvirus

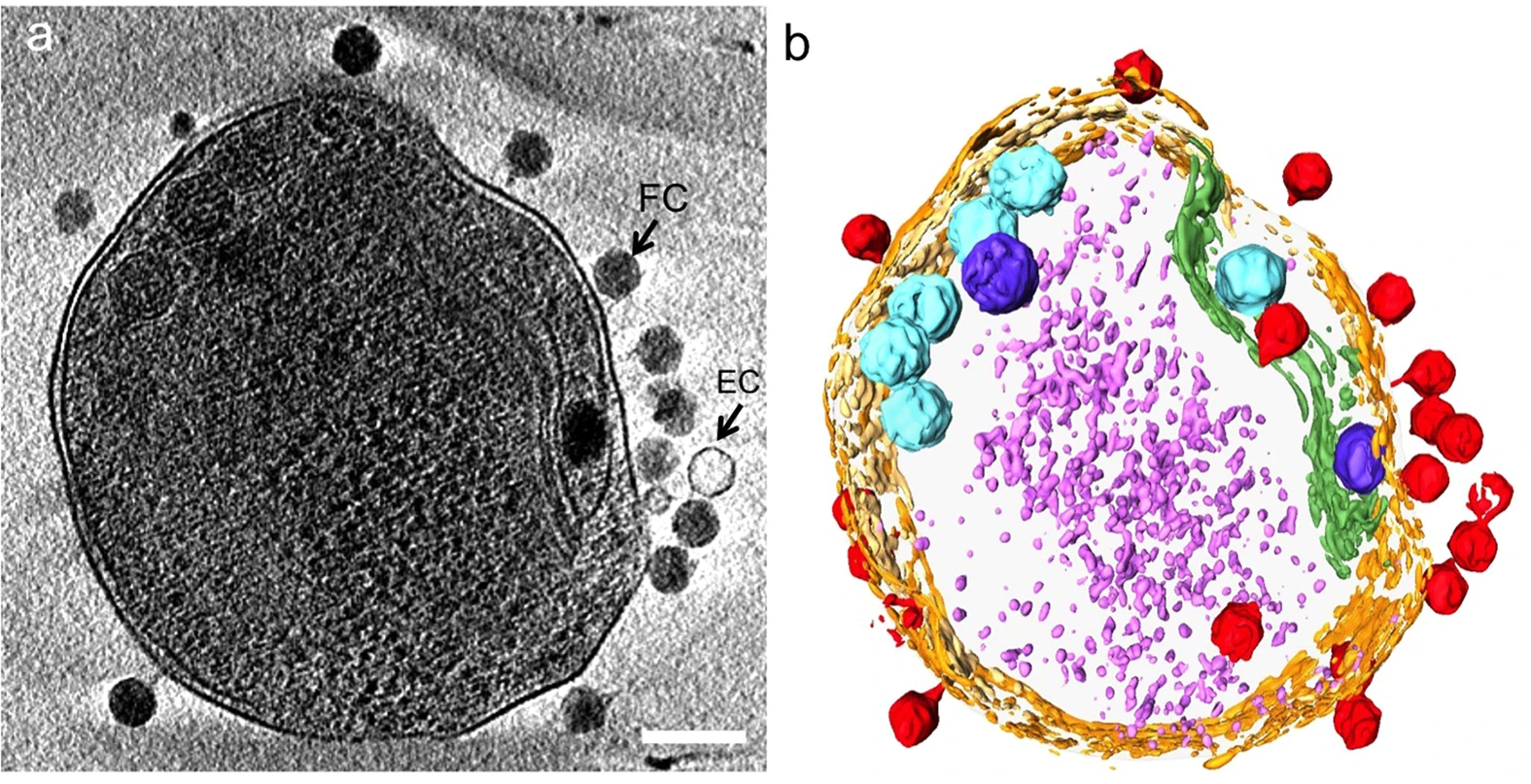
Adsorption von P-SSP7-Phagen an Prochlorococcus marinus MED4, visualisiert durch Kryo-ET.

-   -     - Spezies Tiamatvirus PSSP7 (früher Cyanopodovirus PSSP7 oder Cyanopodovirus P-SSP7 zur informellen Gattung Cyanopodovirus), mit Prochlorococcus-Phage P-SSP7 alias Cyanophage P-SSP7, Wirt Prochlorococcus-Stamm MED4

  - Gattung Tritonvirus
    - Spezies Tritonvirus PSSP2, mit Synechococcus-Phage P-SSP2 alias Cyanophage P-SSP2
    - Spezies Tritonvirus PSSP3, mit Prochlorococcus-Phage P-SSP3 alias Cyanophage P-SSP3

- Gattung Actaeavirus
- Gattung Aegirvirus
  - Spezies Aegirvirus SCBP42 (früher Synechococcus-Virus SCBP42), mit Synechococcus-Phage S-CBP42

- Gattung Aequorvirus
- Gattung Ashivirus
  - Spezies Ashivirus S45C4, mit Phage MedDCM-OCT-S45-C4, engl. Uncultured phage_MedDCM-OCT-S45-C4
  - Spezies „Synechococcus-Phage S-SBP1“ (alias „Cyanopodovirus S-SBP1“, Wirt Synechococcus-Stamm WH7803)

- Gattung Ayaqvirus (unterscheide Ayakvirus, s. o.)
  - Spezies Ayaqvirus S45C18, mit Phage MedDCM-OCT-S45-C18, engl. Uncultured phage_MedDCM-OCT-S45-C18

- Gattung Banchanvirus
  - Spezies Banchanvirus SS1201, mit Prochlorococcus-Virus SS120-1 alias Cyanophage SS120-1

- Gattung Boesrvirus
- Gattung Chamilpavirus
- Gattung Chosvirus
  - Spezies Chosvirus KM23C739, mit Phage Deep1-GF2-KM23-C739, engl. Uncultured phage_Deep1-GF2-KM23-C739

- Gattung Cyclitvirus

- Spezies Cyclitvirus cyclit (früher Vibrio-Virus Cyclit), mit Vibrio-Phage 1.204.O._10N.222.46.F12

- Gattung Dynamenevirus
- Gattung Foturvirus
  - Spezies Foturvirus H44 (früher Alteromonas-Virus vB_AspP-H4/4), mit Alteromonas-Phage vB_AspP-H4/4

- Gattung Foussvirus (unterscheide von Fussvirus, s. u.)
  - Spezies Foussvirus S46C10, mit Phage MedDCM-OCT-S46-C10, engl. Uncultured phage MedDCM-OCT-S46-C10

- Gattung Fujianvirus
- Gattung Fussvirus (unterscheide von Foussvirus, s. o.)
  - Spezies Fussvirus S30C28, mit Phage MedDCM-OCT-S30-C28, engl. Uncultured phage_MedDCM-OCT-S30-C28

- Gattung Gajwadongvirus
  - Spezies Gajwadongvirus ECBP5, mit Escherichia-Phage ECBP5
  - Spezies Gajwadongvirus PP99, mit Pectobacterium-Pphage PP99

- Gattung Gyeongsanvirus
  - Spezies Gyeongsanvirus DURPI, mit Ralstonia-Virus DURP
  - Spezies Gyeongsanvirus RsoP1EGY, mit Ralstonia-Virus RsoP1EGY

- Gattung Hapakavirus
- Gattung Jalkavirus
  - Spezies Jalkavirus S08C159, mit Phage MedDCM-OCT-S08-C159, engl. Uncultured phage_MedDCM-OCT-S08-C159

- Gattung Jiaweivirus
- Gattung Kafavirus (früher Kawavirus)
  - Spezies Kafavirus SWcelC56 (früher Kawavirus SWcelC56), mit Phage MedPE-SWcel-C56

- Gattung Kajamvirus
  - Spezies Kajamvirus SRIP1, mit Synechococcus-Phage SRIP1 alias Cyanophage S-RIP1

- Gattung Kembevirus
  - Spezies Kembevirus SCBP2, mit Synechococcus-Phage S-CBP2 alias Cyanophage S-CBP2

- Gattung Krakvirus
  - Spezies Krakvirus S39C11, mit Phage MedDCM-OCT-S39-C11, engl. Uncultured phage_MedDCM-OCT-S39-C11

- GAttung Kuwvirus
- Gattung Lauvirus
  - Spezies Lauvirus lau218 (früher Podovirus Lau218), mit Podophage Lau218

- Gattung Lingvirus
  - Spezies Lingvirus PGSP1, mit Prochlorococcus-Phage P-GSP1 alias Cyanophage P-GSP1

- Gattung Lirvirus
  - Spezies Lirvirus SCBP3, mit Synechococcus-Phage S-CBP3 alias Cyanophage S-CBP3

- Gattung Luzcentumvirus
- Gattung Mallvirus
- Gattung Morelosvirus
- Gattung Nohivirus
  - Spezies Nohivirus S31C1, mit Phage MedDCM-OCT-S31-C1, engl. Uncultured phage_MedDCM-OCT-S31-C1

- Gattung Oceanidvirus
- Gattung Oinezvirus
  - Spezies Oinezvirus S37C6, mit Phage MedDCM-OCT-S37-C6. engl. Uncultured phage_MedDCM-OCT-S37-C6

- Gattung Paadamvirus
  - Spezies Paadamvirus RHEph01mit Rhizobium-Phage RHEph01

- Gattung Pagavirus
  - Spezies Pagavirus S05C849, mit Phage MedDCM-OCT-S05-C849, engl. Uncultured phage_MedDCM-OCT-S05-C849

- Gattung Pairvirus
  - Spezies Pairvirus Lo5R7ANS (früher Mesorhizobium-Virus Lo5R7ANS), mit Mesorhizobium-Phage vB_MloP_Lo5R7ANS

- GAttung Pastovirus
- Gattung Pedosvirus
  - Spezies Pedosvirus S28C3, mit Phage MedDCM-OCT-S28-C3, engl. Uncultured phage_MedDCM-OCT-S28-C3

- Gattung Pekhitvirus
  - Spezies Pekhitvirus S04C24, mit Phage MedDCM-OCT-S04-C24, engl. Uncultured phage_MedDCM-OCT-S04-C24

- Gattung Pelagivirus
  - Spezies Pelagivirus HTVC019P, mit Pelagibacter-Phage HTVC019P
  - Spezies Pelagivirus S35C6, mit Phage MedDCM-OCT-S35-C6, engl. Uncultured phage_MedDCM-OCT-S35-C6

- Gattung Podivirus
  - Spezies Podivirus S05C243, mit Phage MedDCM-OCT-S05-C243, engl. Uncultured phage_MedDCM-OCT-S05-C243

- Gattung Powvirus
  - Spezies Powvirus S08C41, mit Phage MedDCM-OCT-S08-C41, engl. Uncultured phage MedDCM-OCT-S08-C41

- Gattung Proddevirus
- Gattung Reminisvirus
- Gattung Sednavirus
  - Spezies Sednavirus SRIP2 (früher Synechococcus-Virus SRIP2, veraltet Cyanopodovirus S-RIP2), mit Synechococcus-Phage S-RIP2 alias Cyanophage S-RIP2, und Cyanophage KBS-P-1A

- Gattung Shangxiadianvirus
- Gattung Sieqvirus
  - Spezies Sieqvirus S42C7, mit Phage MedDCM-OCT-S42-C7, engl. Uncultured phage_MedDCM-OCT-S42-C7

- Gattung Stopalavirus
  - Spezies Stopalavirus S38C3, mit Phage MedDCM-OCT-S38-C3, engl. Uncultured phage_MedDCM-OCT-S38-C3

- Gattung Stopavirus
  - Spezies Stopavirus HTVC011P, mit Pelagibacter-Phage HTVC011P

- Gattung Stupnyavirus
  - Spezies Stupnyavirus KM16C193, mit Phage Deep-GF0-KM16-C193, engl. Uncultured phage_Deep-GF0-KM16-C193

- Gattung Sumtervirus
- Gattung Tawavirus
  - Spezies Tawavirus JSF7, mit Vibrio-Phage JSF7

- Gattung Thoosavirus
- Gattung Tiilvirus
  - Spezies Tiilvirus P60, mit Synechococcus-Phage P60 alias Cyanophage P60

- Gattung Tiranvirus
- Gattung Tolavirus
- Gattung Triteiavirus
- Gattung Vistulavirus
- Gattung Voetvirus
  - Voetvirus syn5 (früher Synechococcus-Virus Syn5), mit Synechococcus-Phage syn5 alias Cyanophage Syn5

- Gattung Votkovvirus
  - Spezies Votkovvirus S28C10, mit Phage MedDCM-OCT-S28-C10, engl. Uncultured phage_MedDCM-OCT-S28-C10

- Gattung Yinyavirus
- Gattung Youngvirus
- ohne Gattungszuweisung gemäß Taxonomie des National Center for Biotechnology Information (NCBI) (Auswahl):
  - Spezies „Cyanophage KBS-S-1A“
  - Spezies „Prochlorococcus phage P-RSP2“ syn. „Cyanophage P-RSP2“
  - Spezies „Prochlorococcus phage P-SCSP1a“
  - Spezies „Prochlorococcus phage P-SCSP2“
  - Spezies „Prochlorococcus phage P-TIP1“ syn. „Prochlorococcus T7-like virus P-TIP1“
  - Spezies „Prochlorococcus phage P-TIP2“ syn. „Prochlorococcus T7-like virus P-TIP2“
  - Spezies „Prochlorococcus phage P-TIP38“ syn. „Prochlorococcus T7-like virus P-TIP38“
  - Spezies „Synechococcus phage S-SRP02“

____
Anmerkung: Die Cyanophagen vom Morphotyp der Myoviren werden in überkommener Weise in einer informellen Gattung Cyanopodovirus zusammengefasst. Viele davon werden wegen genomischer Ähnlichkeit zu Escherichia-Virus T7 inzwischen zu den Autographivirales, insbesondere Familie Autotranscriptaviridae und dort ggf. der Unterfamilie Studiervirinae um Phage T7 gestellt.